# BuddyTV
BuddyTV — развлекательный веб-сайт, основной сервер которого располагается в Сиэтле. Сайт специализируется на различных обзорах телевизионных программ и спортивных мероприятий. Также при помощи статей, развлекательных профилей, описания биографий и пользовательских форумов BuddyTV передаёт сведения о знаменитостях и новости развлекательного характера.

## История
Сайт BuddyTV был основан в 2005 году Энди Лью и Дэвидом Нью. Оба основателя закончили Пенсильванский университет со степенью магистра делового администрирования. За год до основания сайта Энди и Дэвид продали предыдущую свою компанию, NetConversions. Когда они были на каникулах, им пришла мысль о том, что телевидение — «очень пассивный и несоциальный опыт», и нужно что-то, чтобы «выплеснуть его во время просмотра». Веб-сайт был разработан в том числе и для того, чтобы бывшие игроки и фанаты могли комментировать в реальном времени баскетбольные и бейсбольные матчи. Нью чувствовал, что другие интернет-сайты не предоставляли эффективных услуг для одновременного комментирования и прослушивания радиотрансляций состязаний.
В мае 2007 года Buddy TV получил ссуду в размере 250 000 долларов США от Charles River Quick Start Seed Funding Program, в то же время сайт посещало около 2 млн человек в месяц. Во время первого этапа инвестирования Gemstar-TV Guide International вложила в сайт 2,8 миллиона долларов США. В сентябре 2007 года, ресурс paidContent сообщил, что Buddy TV будет продан Comcast, в то же время принимая 3 млн посетителей в месяц и наняв 20 сотрудников. Однако данная информация позже была опровергнута. На втором этапе инвестирования сайт заработал 6 миллионов долларов США, главным образом благодаря вложениям Madrona Venture Group. В результате обоих этапов инвестирования было заработано 9 миллионов долларов совокупного капитала. Как и ожидалось, вся выручка пошла на новый персонал и техническую модернизацию.
Buddy TV часто сравнивали с другим сайтом, Television Without Pity. Один из редакторов Television Without Pity, Сара Бантинг, отметила, что их сайт направлен на создание многогранных и смешных рецензий, которые появляются спустя три-четыре дня после премьеры эпизода. Buddy TV же был разработан, чтобы обеспечить непосредственный отклик от зрителей. Лью также отметил, что сайтом интересовалось множество телевизионных сетей с целью создать онлайн-сообщества вокруг своих шоу.
В сентябре 2010 BuddyTV вошел в мобильное пространство с новым приложением для iPhone и iPad. «Мы поставили многое на мобильные телефоны и планшеты», — объяснил генеральный директор сайта Энди Лью. — «Когда я смотрю какой-нибудь телесериал, рядом у меня лежит включённый iPad, а где-то недалеко — мобильный телефон. Как мне кажется, за последующие 12-18 месяцев все объединятся в целое движение, более социальное в плане телевидения, и мы просто делаем всё заранее. Удивительно, насколько технические возможности уже изменили этот мир».
Вскоре после выпуска первого мобильного приложения, к Buddy TV в качестве инженера и вице-президента по продуктам присоединился Билл Бакстер. Год спустя приложение было описано на TechCrunch.

## Бизнес-план
Основной доход веб-сайту Buddy TV приносят интернет-реклама и услуги тем, кто оставляет свои комментарии. Сайт заключил договор с Windows Media Center, благодаря чему пользователи могут комментировать на сайте Baddy TV прямо во время просмотра шоу. В 2007 году, компанией QuestionPro, специализирующейся на проведении онлайн-опросов, и сайтом Buddy TV была создана совместная услуга для рекламодателей; целью услуги было исследование мнения зрителей тех телевизионных программ, в которых имелись различные рекламные объявления. Используя заказанный опрос от QuestionPro, сайт собирает информацию о зрителях и их мнение, после чего аналитики сайта обрабатывают полученную информацию и отправляют рекламодателям в виде отчёта.
В июне 2010 года было заключено партнерское соглашение с сайтами Flixster и Rotten Tomatoes. «Это действительно потрясающее соглашение, которое извлекает выгоду из постоянно растущей популярности социальных сетей, мобильной и интернет-связи, что позволит получить огромную и влиятельную группу потребителей», — отметил Джо Гринштейн, один из основателей и генеральный директор Flixster Inc.. «Что касается нас, то теперь у нас имеется большой и профессионально работающий отдел продаж, благодаря которому мы можем продавать свои услуги непосредственно рекламным агентствам и рекламодателями», — высказал Нил Фриланд из Buddy TV. И позже добавил: «У нас уже есть некоторые отношения такого рода, однако, мы ожидаем значительное увеличение количества таких отношений».

## Отзывы
BuddyTV был описан как «лучшее развлекательное интернет-сообщество Сети». На сайте содержится информация о более чем 410 телесериалах, а также на Buddy Tv часто ссылается обозреватель Seattle Post-Intelligencer. Один из основателей сайта, Энди Лью описывает его как «самый большой независимый сайт для фанатов телевизионных шоу». В марте-апреле 2007 года BuddyTV стал седьмым по посещаемости веб-сайтом среди стартапов Сиэтла.